# Aioi
Aioi (japanska: 相生市 ?, Aioi-shi) är en stad i Hyōgo prefektur i Japan. Staden fick stadsrättigheter 1942.